# Mehiška revolucija
Mehiška revolucija je bil oborožen spopad, ki se je začel v Mehiki 20. novembra 1910. Predhodnik konflikta je diktatura, znana pod imenom Porfiriato . Porfirio Díaz je v državi izvajal oblast na diktatorski način od 1876 do 1911. Med  35 leti je Mehika doživela izjemno gospodarsko rast in imela veliko politično stabilnost, vendar pa so bili ti dosežki doseženi z visokimi gospodarskimi in socialnimi stroški, ki so jih plačevali nižji sloje družbe in politični nasprotniki Díaza. V prvem desetletju dvajsetega stoletja je izbruhnilo več kriz na različnih področjih nacionalnega življenja, kar odraža naraščajoče nezadovoljstvo nekaterih sektorjev z Díazovo diktaturo.
Ko je Díaz v intervjuju dejal, da se bo ob izteku mandata upokojil, so se politične razmere začele korenito spreminjati. Nasprotovanje vladi je postalo pomembno za stališče, ki ga je izrazil Díaz. V tem kontekstu je Francisco I. Madero izvedel več političnih turnej po državi, da bi oblikoval stranko, ki bi izvolila svoje kandidate na državnem zboru in bi sodelovala na volitvah. Díaz je kot odgovor sprožil novo kandidaturo za predsedstvo, Madero pa je bil aretiran v San Luis Potosí zaradi upora. Medtem ko je bil Madera v zaporu, so bile izvedene volitve, ki so prinesle zmago Díazu.
Franciscu I. Maderu je uspelo pobegniti iz državnega zapora v Združene države. Iz San Antonia (Teksas), 20. novembra 1910, je razglasil načrt San Luisa, ki je pozval k uporabi orožja proti vladi Díaza. Oboroženi konflikt se je začel na severu države in se kasneje razširil na druge dele nacionalnega ozemlja. Ko so uporniki zasedli Ciudad Juárez (Chihuahua), je Porfirio Díaz odstopil in odšel v izgnanstvo v Francijo.
Leta 1911 so potekale nove volitve, na katerih je bil izvoljen Madero. Ob začetku svojega mandata se je razlikoval od drugih revolucionarnih voditeljev, kar je privedlo do upora Emiliana Zapate in Pascuala Orozca proti vladi Madera. Leta 1913 je izbruhnil državni udar, pod vodstvom Felixa Diaza, Bernarda Reyesa in Victoriana Huerta. Vojaški upor, znan kot  Decena Trágica, se je končal z umorom Madera, njegovega brata Gustava in podpredsednika Pina Suareza. Huerta je prevzel predsedovanje, kar je povzročilo odziv več revolucionarnih voditeljev, kot so Venustiano Carranza in Francisco Pancho Villa. Po nekaj več kot enem letu boja in po ameriški okupaciji Veracruza, je Huerta odstopil s položaja predsednika in pobegnil iz države.
Od tega dogodka so se razlike med frakcijami, ki so se borile proti Huerti, poglobile, kar je sprožilo nove konflikte. Carranza, vodja revolucije v skladu z načrtom Guadalupe, je pozval vse sile na konvencijo Aguascalientes, da imenujejo vodjo. Na tem srečanju je bil Eulalio Gutiérrez imenovan za predsednika države, vendar so se sovražnosti ponovno začele, ko je Carranza zanemaril sporazum. Potem, so ustavodajalci lahko začeli s pripravo nove ustave in Carranza izvolili za predsednika leta 1917. Boj med frakcijami je bil daleč od konca. Pri preurejanju sil so ubili glavne revolucionarne voditelje: Zapata leta 1919, Carranza leta 1920, Villa leta 1923 in Obregón leta 1928.
Trenutno ni soglasja o tem, kdaj je bilo revolucionarnega procesa zares konec. Nekateri viri pravijo leta 1917, z razglasitvijo mehiške ustave, drugi leta 1920 s predsedovanjem Adolfa de la Huerta nekateri viri pa leta 1924 s predsedovanjem Plutarcom Elíasom Callesom. Obstajajo celo nekateri, ki zagotavljajo, da se je proces podaljšal do 40. let dvajsetega stoletja.

## Ozadje mehiške revolucije
Porfirio Diaz, mestic iz Oaxace se je boril na strani liberalne vojske proti konservativnim skupinam. Sodeloval je v francoski intervenciji, Porfirio Díaz je zavzel predsedniški stolček leta 1876 po zmagi na uporu Tuxtepec. Diktaturo je ohranil 31 let. V zadnjih letih njegove vladavine ni bil Díaz verodostojen in njegovih nasprotnikov je bilo vse več. Utrpeli so namreč več hkratnih kriz na vseh področjih: socialnem, političnem, gospodarskem in kulturnem.  

### Ekonomsko, socialno in kulturno ozadje
V času kolonije so številna mesta ohranila nekaj lokalnih poslopij, imenovanih "ejidos". Lerdski zakon iz leta 1856 je razglasil, da so nepremičnine, zlasti cerkvene in avtohtone skupnosti, neupravičene. Med letoma 1889 in 1890 je vlada Díaza odredila, da občinska zemljišča postanejo zasebna. Nove lastnike, ne navajene na zasebno lastnino, so prevarali posamezniki ali uradniki. Posledično je bil velik del avtohtonega prebivalstva brez lastne posesti in se je moral zato zaposliti na bližnjih haciendah. 51% podeželskega prebivalstva je imelo le malo zemlje in večina je bila odvisna od sosednjih haciend. Poleg tega so bili zakoni in nacionalni položaj naklonjeni lastnikom haciend, saj so bili edini, ki so takrat imeli dostop do kredita in namakalnih projektov. Mala mesta in neodvisni kmetje so bili prisiljeni plačevati zelo visoke davke. Ta situacija je močno vplivala na kmetijsko gospodarstvo, saj so haciende imele velike neobdelane dele in so bile manj produktivne kot manjša poslopja.
Še ena od posledic razmejitve zemlje in delitve avtohtone komunalne zemlje je bila ta, da so se nekateri uprli vladi. V konfliktih, ki so se zgodili v poznem devetnajstem in zgodnjem dvajsetem stoletju, so bili glavna plemena: Maji, Tzotziles, Coras, Huichols in Rarámuris. Najbolj trajni konflikti so bili tisti v Yucatanu, Quintani Roo in Sonori . Sprejeli so politiko deportacije, Yucatan in Quintana Roo sta bili glavni destinaciji. Na severu je Díazova vlada nasilno zatrla pleme Yaquu in jih deportirala na jug države. Vrhunski trenutek proti tej skupini se je zgodil leta 1908, ko je bilo med četrtino in polovico njegovega prebivalstva poslanih na plantaže henequen v Yucatanu. Na koncu naj bi te etnične skupine sodelovale z revolucionarnimi silami.  
V začetku 20. stoletja se je v Mehiki začelo izkoriščanje surovin: nafta, koncesije pa so bile podeljene tujim podjetjem, kot sta Standard Oil in Royal Dutch Shell. Ta proces je končno pripeljal državo do industrijske preobrazbe. Tuji investitorji, ki so bili zaščiteni s strani vlade, so vlagali v industrijo in izkoriščanje surovin. Rudarstvo se je povečalo, tekstilna industrija pa je bila posodobljena, kar je razvilo tudi železniški sistem. Do leta 1910 je obstajalo že 24 000 km železniških prog.
Leta 1907 v Združenih državah in Evropi izbruhne močna mednarodna kriza, ki je povzročila upad izvoza, povečanje uvoza in opustitev posojil industrijalcem. Razmere so sprožile močno brezposelnost, poleg tega pa se je zmanjšal tudi preostali dohodek.
Suša, ki se je zgodila med letoma 1908 in 1909, je prizadela kmetijsko proizvodnjo tako da so morali uvoziti koruzo v vrednosti kar 27 milijonov pesov. To pa je prizadelo kar precejšen del prebivalstva, saj je bila koruza del prehrane 85 % prebivalstva.
Posledično zmanjšanje gospodarske aktivnosti države je drastično zmanjšalo državne prihodke. Ta problem so poskusili rešiti s povečanjem davkov in davčne osnove, ki je prizadela člane srednjega razreda, tako mesta kot podeželja, pa tudi pripadnike višjega razreda.
Na splošno je gospodarska kriza močno diskreditirala predsedniško podobo.

### Socialno ozadje
Med vlado Díaza so obstajala številna veleposestva; kar 80 % mehiškega prebivalstva je bilo odvisno od podeželske plače na podeželju. Poleg tega so v teh krajih trgovine z živili imele prakso, da so delavcem plačali z živili. Ta sistem je delavcem omogočil, da dosežejo tako visoko posojilo, da so bili zadolženi za vse življenje.   
Zakoni naroda so se redko uporabljali v haciendah, kjer so delavci veljali za sužnje ali lastnino, to je bila nekakšne vrste oblika fevdalizma. Na podeželju je delovala policijska skupina, Cuerpo de Rurales, zadolžena za "varovanje miru", običajno z brutalnimi metodami.  
V mestih, od leta 1906, so se začela pojavljati številna gibanja delavcev - stavke Cananea in Rio Blanco - ki bi jih morala vlada zatreti z uporabo vojaške sile.
Več intelektualcev se je borilo za zaščito pravic delavskega razreda, kot so na primer: Lázaro Gutiérrez de Lara, Práxedis G. Guerrero, Juan Sarabia in Ricardo Flores Magón, ki je spodbujal delavska gibanja v Cananei in Río Blancu. Eno od sredstev komunikacije te linije je bil časopis Regeneración, ki se je pojavil leta 1900. Gibanje, ki so ga vodili ti in drugi intelektualci, je bilo precej zapleteno, ker je imelo korenine v različnih miselnih tokovih, od razsvetljenstva do pozitivizma. Brata Flores Magón sta postala izjemno radikalna, potem ko sta bila izgnana iz mehiškega ozemlja. Leta 1908 so poskušali napasti državo s severa, čeprav ta upor ni imel večjih posledic, kar pa je povzročilo njegov upad.

### Kulturno ozadje
Od začetka stoletja so začeli dvomiti v pozitivizem - ideologija, ki je zadržala skupino na oblasti, kar je privedlo do diskreditacije socialnega darvinizma . Takrat je večina avtohtonskih prebivalcev začela zahtevati večjo udeležbo pri odločanju, poleg tega pa se skupina " znanstvenikov " ni več štela za prirojeno superiorno ali edino sposobno, ki lahko vodi vlado.  

### Politično ozadje
Politični sistem Díazove vlade je utrpel hudo krizo zaradi staranja predsednika in njegove 'klike', splošno znane kot " Znanstveniki " - to je bil ekskluziven sistem, v katerem mlajše generacije niso mogle sodelovati. Po drugi strani je bil Díazov politični sistem zasnovan na ravnotežju moči med njegovo bližnjo skupino in na drugi strani privrženci Bernarda Reyesa, znani kot "Reyistas". Glavno vprašanje pa je bilo nasledstvo predsednika, saj je bil že v letih. Tako so Znanstveniki zmanjšali politično moč Reyistas, ki so potem postali člani opozicije. Ta odločitev je povzročila tudi koncentracijo politične in gospodarske moči v več regijah, kot so Chihuahua, Morelos in Yucatan, kar je povzročilo nezadovoljstvo.  
Leta 1908 so se politične razmere v državi začele krhati, ko je 18. februarja istega leta vodil intervju James Creelman, poročevalec iz revije Pearson's Magazine, s tedanjim predsednikpm Mehike.
Vtem intervjuju je Díaz zagotovil: ''Potrpežljivo sem čakal na dan, ko bo mehiško podeželje pripravljeno, da na vsakih volitvah izbere in zamenja svojo vlado brez nevarnosti oboroženih revolucij in brez oviranja napredka države. Mislim, da je ta dan prišel.''
Od tega trenutka so se po vsej državi začeli oblikovati različni klubi proti ponovni izbiri vlade. V državi Coahuila se je pojavila tudi knjiga Predsedniško nasledstvo leta 1910, v kateri Francisco I. Madero analizira mehiške politične razmere in hkrati kritizira vlado Diaza, čeprav zmerno in pozitivno.
Po Creelmanovem pogovoru s predsednikom Díazom in pojavom Maderove knjige se je pojavilo več političnih strank, nekatere v korist sedanje vlade in druge proti njej. Med njimi je bila Demokratična stranka (v kateri so med drugim sodelovali Benito Juárez Maza in Manuel Calero) in Reyistas (podporniki generala Bernarda Reyesa ), ki so ustanovili Klub narodnih suverenosti.  
Na koncu se je Díaz ponovno odločil kandidirati za predsednika, skupaj z Ramónom Corralom za podpredsednika.  
Po izjavi Diaza v intervjuju s Creelmanom je objavil knjigo, v kateri je analiziral politične razmere in hkrati kritiziral Díazovo vlado. Številni bivši Reyistas so se pridružili protirelekcionističnemu gibanju. Nekaj pomembnih osebnosti, ki so se pridružile temu gibanju, so bili Venustiano Carranza, Francisco Vázquez Gómez, Luis Cabrera in José M. Maytorena.
Madero je opravil tri turneje za promocijo Klubov proti ponovni izbiri z namenom, da bi aprila 1910 organiziral letno konvencijo, v kateri bi bila ustanovljena Nacionalna stranka proti ponovni izvolitvi  in bi bili imenovani kandidati za naslednje volitve. Madero je bil priprt po ukazu okrožnega sodnika San Luis Potosa, medtem ko je bil v Monterreyu, obtožen napeljevanja upora, zaradi katerega je bil premeščen v državni zapor. Petinštirideset dni pozneje je bil izpuščen z varščine, vendar brez možnosti, da bi zapustil državo. V istem obdobju so potekale predsedniške volitve.

### Načrt San Luis
Volitve so potekale 26. junija istega leta, izvoljena sta bila Díaz in Corral. V mesecu septembru so potekala številna praznovanja ob stoletnici neodvisnosti.
6. oktobra je Madero pobegnil iz San Luis Potosí-a v San Antonio, Texas, kjer se je srečal s svojo družino in podporniki. Tam je napisal, skupaj z majhno skupino - v kateri sta tudi Juan Sánchez Azcona (ex-reyista) in Roque Estrada dokument, imenovan Plan de San Luis, čeprav se je besedilo pojavilo že 5. oktobra v San Luis Potosu Načrt je zahteval oborožen boj; volitve za predsednika, podpredsednika, sodnike vrhovnega sodišča in narodne poslance in senatorje je razglasili za nične in neveljavne; Madero se je oklical kot začasni predsednik in "vodja revolucije".  Opozoril je tudi, da se morajo 20. novembra, vsi Mehičani upreti vladi. Madero je skupaj s tem dokumentom napisal še manifest, naslovljen na Zvezno vojsko, v katerem jo je pozval, naj se pridruži revolucionarnemu gibanju.  

## Maderistična revolucija
Na 20. novembra, ko se je začela mehiška revolucija, je bilo 13 uporov: prva vstaja je bila v občini Gómez Palacio, Durango, osem jih je bilo v Chihuahua, eden v San Luis Potosíju in tri v Veracruzu, predvsem pa so se zgodile na podeželju. Med temi gibanji so izstopali naslednji posamezniki: Pascuala Orozca in Francisco Ville v Chihuahu; José María Maytorena in Eulalio ter Luis Gutiérrez v Coahuili; Cesáreo Castro v Cuatro Ciénegas, Coahuila; José de la Luz Blanco v  Cuchillo Parado, Chihuahua ; brata Figueroa v Guerreru ; in Emiliano Zapata v Morelosu .  
Prvo srečanje revolucionarjev in zveznih enot je bilo 21. novembra v Ciudad Guerrero, Chihuahua, kjer so se gostitelji Pascuala Orozca, privrženca Abrahama Gonzaleza, borili proti konjenici kapetana Salvadorja Ormachea. Orozco je končno zasegel mesto 30. novembra in nato odšel v Pedernales, kjer je premagal zvezne čete. Do konca tega meseca se je boj razširil na sedem držav republike.
Díaz je prevzel nadzor nad zvezno vojsko iz prestolnice in naročil generalu Navarru, da zavzame mesto Guerrero Revolucionarji in federali so se borili v kanjonu Mal Paso, kjer so se podporniki Madera morali umakniti po šestih urah boja. Nekaj dni kasneje, po štirih urah in pol boja, so porazili revolucionarje. Díaz je naročil okrepitev Navarrovih vojakov, ki so vstopili v Guerrero 6. januarja, a brez boja, saj je bilo mesto zapuščeno.

### Vrnitev Madera
114. februarja 1911, se Madero odloči, da se vrne v Mehiko, skupaj z nekaterimi podporniki, sodelavci in njegoim bratom Gustavom, da bi skupaj prevzela vodenje oboroženega gibanja. 6. marca se je Madero odločil, da bo napadel Casas Grandes, Chihuahua, vendar ga je pod vodstvom polkovnika Agustina A. Valdeza porazil 18. pehotni bataljon. Med bojem je bil ranjen v roko. Istočasno se je v državi pojavilo več gibanj (Guerrero in Morelos), ki so konflikt razširile na skoraj celotno mehiško ozemlje.
Madero se je umaknil, da bi reorganiziral svoje moči, potem pa je prejel podporo Pascuala Orozca in Francisca Ville, ki sta delovala v Chihuahua. Z malo več kot 1500 vojaki je hotel napadati prestolnico države, kasneje pa se je odločil za napad na Ciudad Juarez, mesto, ki meji na Združene države.
Glede na razmere je Porfirio Díaz sprejel več obupnih ukrepov. Poleg tega je, ko je slišal novico, da Združene države zbirajo svojo vojsko na meji, skušal doseči mirovni sporazum.
Pomembno je poudariti, da se je to gibanje preoblikovalo v samem vojaškem procesu iz opozicije v uporništvo, kar pa je zato postalo priljubljeno na podeželju. Novi voditelji na podeželju so bili: Pascual Orozco-arriero - trgovec, Pancho Villa-ki je bil bandit, poleg opravljanja različnih poklicev in delovnih mest - in Emiliano Zapata - vodil je kmetijske zahtevke v Anenecuilcu -. Gibanje je bilo povezano s kmeti na severu države, kavboji, železničarji, rudarji, delavci, obrtniki, podeželskimi učitelji, itd.

### Odstop Díaza
25. maja je Porfirio Díaz v poslanski zbornici podal odstop pred plenarnim zasedanjem 31. maja se je Díaz vkrcal na parnik Ipiranga v pristanišču Veracruz, ki je bil namenjen v Evropo, kjer je ostal v izgnanstvu 2. julija 1915, ko je umrl.
Vmesni čas Leóna de la Barre Odstop predsednika in podpredsednika sta pripeljala do takratnega sekretarja za zunanje zadeve, Francisca León de la Barra, ki je prevzel funkcijo začasnega mandata 25. maja in ostal na oblasti približno šest mesecev.
De la Barra je oblikoval pluralistično vlado, v katero so bili vključeni Porfiristas, Maderistas in neodvisni, kar je povzročilo resno politično krizo, še povečala pa se je z odnosom, ki ga je Madero razvil proti revolucionarnim skupinam.

### Vmesni čas Leóna de la Barre
Odstop predsednika in podpredsednika sta pripeljala do takratnega sekretarja za zunanje zadeve, Francisca León de la Barra, ki je prevzel funkcijo začasnega mandata 25. maja in ostal na oblasti približno šest mesecev.  De la Barra je oblikoval pluralistično vlado, v katero so bili vključeni Porfiristas, Maderistas in neodvisni, kar je povzročilo resno politično krizo, še povečala pa se je z odnosom, ki ga je Madero razvil proti revolucionarnim skupinam.

### Konflikt z Zapatismom
S Sporazumom Ciudad Juáreza je León de la Barra poskušal pospešiti postopek izdaje dovoljenj revolucionarnim enotam. Ocenjuje se, da je od 60 000 upornikov, samo 16 000 bilo organiziranih v Organih podeželja. Največji nasprotnik razoroževanja in demobilizacije vojakov je bil Emiliano Zapata, ki je zahteval, da se najprej izpolni obljuba Madera v načrtu San Luis na področju vračanja zemljišč. Ob tej situaciji se je Madero znašel sredi stališča začasnega predsednika, ki so ga podpirali lastniki zemljišča Morelos, in zahteve revolucionarnih enot, ki so zahtevale izpolnitev obljube.
Madero se poskusi pobotati z Zapatom v mestu Cuautla 18. avgusta 1911, kjer se je zaobljubil, da bo rešil problem zemljišč v zameno, da bi Zapata odslovil vojake. Poleg tega ga je prosil naj zaupa v vlado. Sprva se je zdelo, da se je De la Barra strinjal z Zapatinimi zahtevami, vendar je namesto, da bi nadaljeval pogovore, naročil generalu Victorianu Huerti, ki je bil v Morelosu, da s silo zatre gibanje Zapatista. Madero je moral zbežati nazaj v Mexico City, medtem ko sta se Zapata in nekaj njegovih mož umaknilo v gorovja Puebla in Guerrero . Kmalu zatem je Zapata pripravil manifest, naslovljen na prebivalce Morelosa, v katerem je obtožil, da so 'Znanstveniki' izdajalci in da želijo ponovno prevzeti moč. Poleg tega je razglasil obstoj Osvobodilne vojske juga . 

#### Predsedniške volitve
Sredi teh konfliktov so se začele pripravljati naslednje volitve. Madero je oblikoval Progresivno ustavno stranko, ki temelji na načrtu Antirreleccionista in načrtu San Luis, v katerem so za predsednika izbrali Madera in José María Pino Suárez za podpredsednika.
Katoliška narodna stranka, ustanovljena 3 maja 1911, je predstavila Madero za predsednika de la Barra za podpredsenika. Stranka Reyista je za predsednika predlagala Bernarda Reyesa, Partido Liberal Puro pa je predlagal Emilia Vázqueza Gómeza.
Volitve so potekale oktobra, predsedovanje pa je zmagal Francisco I. Madero (z 99 % glasov) in José María Pino Suárez kot podpredsednik.

## Predsednik Madero (1911-1913)
V obdobju tranzicije je bila 27. novembra 1911 spremenjena  Mehiška ustava v 78. in 109. členu, s čimer je bila prepovedana ponovna izvolitev predsednika in podpredsednika, čeprav bi podpredsednik lahko kandidiral na naslednjih volitvah. Poleg tega je bil decembra 1911 oblikovan volilni zakon. Namen tega zakona je bil razširiti volilno svobodo, omejiti državno intervencijo na volitvah. Med Maderovim mandatom se je oblast spremenila skoraj v celoti: prispeli so novi guvernerji, ki so se zelo razlikovali od tistih, ki so sodelovali v Díazovi vladi.

### Načrt Alaya
Emiliano Zapata je razglasil načrt Ayala, dokument, ki ga Maderistična vlada ni poznala.
Dva dni po tem, ko je na oblast prišel Madero je predsednik poslal predstavnika v Morelos, ki je podal zahtevo, da Zapata zapusti svoje čete. Zapata je postavil pogoje: guverner države Ambrosio Figueroa naj bo umaknjen s položaja, umaknejo naj zvezne enote in vzpostavitev agrarnega zakona za izboljšanje kakovosti življenja na podeželju. Madero je zavrnil pogoje in poslal vojsko v Villa de Ayala, kjer so vzpostavili obleganje z namenom, da bi ustavili gibanje. Zapata in njegovi možje so uspeli pobegniti v mesto Puebla, 28. novembra pa so napovedali načrt Ayala, dokument, ki ga je napisal Otilio Montaño in ki je bil podpisan s strani Osvobodilne vojske juga. V tem dokumentu je bil Madero obtožen, da je imenoval podpredsednika in guvernerje proti volji ljudstva in obtožen je bil, da je diktator. Poleg tega je bil Pascual Orozco imenovan kot "vodja revolucije".
Predsednik Madero je po spoznanju načrta de Ayala podvojil svoja prizadevanja za konec gibanja, a vendar brez uspeha, kar ga je hkrati pripeljalo do večjega sovraštva do lastnikov večjih zemljišč.  
V letu 1912 je bil boj med zapatisti in vlado mil, sodelovale so maloštevilnimi in malimi zapatističnimi uporniške skupine in enote generala Felipeja Angelesa, ki je od Madera dobil navodila, da boj ne sme biti pretirano nasilen.

### Pascual Orozco
Od trenutka, ko se je Pascual Orozco odpovedal Maderovim ukazom in odšel v napad na Ciudad Juárez, so se odnosi med njima poslabšali. Položaj se je poslabšal, ko ni bil izvoljen v začasno vlado, ki je nastala po podpisu Sporazuma Ciudad Juarez in ko je med volitvami za guvernerja mesta Chihuahua, Orozco izgubil proti kandidatu, ki ga je Madero podprl, Abraham González .

### Posredovanje veleposlanika Wilsona
Henry Lane Wilson, ameriški veleposlanik med vlado Madera, je posegel v nacionalno politiko, z namenom, da bi škodoval Maderu. Wilson je imel več trenj z mehiško vlado, ker ta ni podpirala komercialnih interesov ameriških vlagateljev, ampak je, ravno nasprotno, razglasila vrsto nacionalističnih ukrepovi. Na primer, nova železniška zakonodaja je povzročila, da so ameriške delavce, ki niso znali španščine, nadomestili mehiški delavci. Poleg tega je nova zakonodaja o izkoriščanju nafte v državi prisilila tujce, da plačujejo davke. Wilson je bil odgovoren za povečanje napetosti med državama s pošiljanjem alarmantnih poročil svoji vladi o stanju v državi, za kar je ameriška vlada zahtevala zaščito integritete svojih državljanov v Mehiki.

### Deset tragičnih dni
Od sredine leta 1912 se je kuhala zarota, ki je vključevala Rodolfa Reyesa in generalie: Manuel Mondragón, predstavnik Félixa Díaza, in Gregorio Ruiz.
9. februarja se je začel državni udar, ki je bil izveden v desetih dneh, zato je ta dogodek znan kot »Deset tragičnih dni «. Tisti dan so se uprli učenci Šole aspirantov iz Tlalpana in četa kasarne Tacubaya. Bile sta dve skupini, en namenjena proti Tlatelolcu in druga proti Lecumberriju, z namenom osvoboditve tako generala Bernarda Reyesa kot Félixa Díaza.  
Potem ko je bil izpuščen, je Reyes odšel v Zocalo v Mexico Cityju, kjer je iskal garnizijo Nacionalne palače, ki bi ga podpirala. Vendar pa je general Lauro Villar, naročil umor Reyesa. Félix Díaz je odšel na trg La Ciudadela, kjer je ustanovil svoj vojaški tabor. Medtem je Madero zapustil takratno predsedniško uradno rezidenco, grad Chapultepec, in odšel v Narodno palačo, kjer je osvobodil generala Villarja, ki je bil ranjen med bojem z Reyesom, in odredil Victoriana Huerta, da je ta zatrl upor. Odšel je na srečanje s Felipeom Ángelesom v Cuernavaci.
Madero se je samozavestno vrnil v prestolnico, skupaj z generalom Angelesom in Rubiom Navarretejem, ki sta prišla iz Queretara.17. februarja je Huerta izpodbijal obtožbe Gustava in potrdil svojo zvestobo Francisu I. Maderu. Naročil je, da ga nemudoma izpustijo.  Naslednji dan sta Huerta in Félix Díaz podpisala tako imenovani Pakt o Citadeli, znan tudi kot Pakt veleposlaništva, ker je bil podpisan v ameriškem veleposlaništvu v prisotnosti Henryja Lanea Wilsona. Pakt je določil Huerta aretira predsednika in razpusti izvršilno oblast, da bi lahko nato začasno prevzeli predsedstvo republike, tako da bi bil na naslednjih volitvah Félix Díaz imenovan za predsednika.
Malo pred srečanjem je bil Gustavo A. Madero aretiran v restavraciji v Mexico Cityju, premeščen v Citadelo kjer so ga mučili in nato ubili.
General Aureliano Blanquet je bil odgovoren za aretacijo predsednika Madera in podpredsednika Pina Suáreza v Nacionalni palači. Zgodaj zjutraj 19. februarja je bil na izredni seji poslanske zbornice sprejet odstop obeh. nato pa je bil imenovan za predsednika sekretarja za notranje zadeve, Pedro Lascuráin, katerega edini ukrep je bil, da imenuje Victoriana Huerta kot sekretarja za notranje zadeve, tako da je 45 minut kasneje lahko  Huerta postal začasni predsednik Mehike, vse pa je bilo v skladu z veljavno zakonodajo.
Madero in Pino Suarez sta ostala zapornika v Nacionalni palači, do 22. februarja ko so ju premestili v Zapor zveznega okrožja, takoj po prihodu pa sta bila oba umorjena

## Diktatura Victoriana Huerta
Victoriano Huerta je, ko je prišel na oblast, postal diktator, ki je z vojaško silo razveljavil demokracijo in hkrati tudi svobodo. Huerta je dobila podporo lastnikov haciend, visokih vojaških poveljnikov, duhovščine in skoraj vseh guvernerjev, z izjemo Joséja Marie Maytorena, guvernerja Sonore in Venustiana Carranze, guvernerja Coahuile. Uprava Huerta je nato predlagala dva cilja: doseči umiritev države in doseči mednarodno priznanje njene vlade, zlasti s strani Združenih držav.
Poskušal je dobiti podporo Orozquistasov in Zapatistov, Pascual Orozco je določil nekatere pogoje, kot je zaposlitev podeželskih stražarjev za svoje vojake, plačilo plač na račun zakladnice in pokojnine za vdove in sirote, tako da je 27. februarja 1913 Orozco uradno podprl vlado. Zapata pa je kategorično zavrnil vsako ponudbo, zato je gibanje Morelosa nadaljevalo z bojem proti vladi Huerta.  
Poslanska zbornica je nasprotovala vladi Huerta in celo frakcija Maderista je bila izredno kritična do njenih dejanj. Belisario Domínguez, poslanec v Chiapasu, je napisal govor, v katerem je obsodil sproženo nasilje in obtožil Victoriana Huerta za umor. Kmalu zatem je bil umorjen in ko so člani zbornice zahtevali preiskavo njegove smrti in zagotovitev življenja članov zakonodajne sile, se je Huerta odločil razpustiti poslansko zbornico. Ko je senatorska zbornica izvedela za ta dejstva, so se njeni člani strinjali, da razpustijo svoj senat, zato je Huerta prevzel izredna pooblastila.

### Odnos z Združenimi državami
Nekaj dni po desetih tragičnih dnevih je Woodrow Wilson prevzel predsedovanje Združenih držav. Wilson, ki mu Huerta ni bil kaj preveč všeč, je poslal agente, da ga obvestijo o položaju, ki je vladal v državi. John Lind je prispel v Mehiko, da bi zamenjal Henryja Lanea Wilsona. Huerti je avgusta 1913 predstavil štiri predloge ameriške vlade.
- Takoj prenehajte z bojem.
- Takojšnje svobodne volitve, kjer sodelujejo vse frakcije.
- General Huerta ne sme sodelovati na volitvah.
- Dogovor vseh strank, da upoštevajo končni rezultat volitev in sodelujejo v novi vladi.

Predloge je zavrnil minister za zunanje zadeve Federico Gamboa, zato je predsednik Wilson razglasil Združene države za nevtralne v tem konfliktu. Tako nobena od obeh frakcij ni mogla kupiti orožja iz ZDA.

## Konstitucionalistična revolucija
Marca 1913 se začne Konstitucionalistična revolucija.

### Gibanja na severu države
Za to gibanje je bila značilna pravna narava, kateropovelje so sestavljali glavni politiki in državni birokrati. Med vojaki, so bili: Jezus Carranza, brat guvernerja, Pablo González, Francisco Coss, Cesáreo Castro in Jacinto B. Treviño, veterani boja proti vladi Díaza.
18. aprila je v Monclovi, Coahuila, potekala konvencija, na kateri so sodelovali predstavniki revolucionarnega gibanja držav Chihuahua, Sonora in Coahuila, katerega trajanje je bilo tri dni, ko je bil ratificiran Guadalupejev načrt: združitev sil treh držav v eni vojski.
Ko se je gibanje širilo, so prvotni načrt dopolnili, predvsem s strani Coahuile in anti-Huertističnih politikov iz Sonore in Chihuahue.

### Gibanja v središču in na jugu države
Za razliko od aktivne udeležbe, ki so jo doživeli na tej stopnji na severu države, so bile regije centra in južno od nacionalnega ozemlja bore malo vključene v proces.
V središču države, ker je imelo prebivalstvo urbano-industrijski značaj in nadzor, ki ga je vzdrževala vojska Huerte, se upor ni razvil. V državi San Luis Potosí so se bratje Cedillo - Saturnino, Cleofás in Magdaleno - oboroženo uprli, delovali pa so neodvisno od lokalnih aktivistov proti Huerti, ki so Carranzo priznali za vodjo. V državi Hidalgo so upravljali Nicolás Flores, Vicente Salazar, Francisco Mariel in Daniel Cerecedo, v Tlaxcali Máximo Rojas in Domingo in Cirilo Arenas. Na jugu, je oddaljenost od Združenih držav, kjer so kupovali orožje za revolucijo, od glavnih front, povzročilo, da prebivalstvo ni želelo sodelovati v oboroženem spopadu.
Med gibanji na tem območju je izstopal Zapata, ki se je boril tudi proti zvezni vladi, čeprav je to storil kot samostojno gibanje tako imenovanemu "konstitualističnem" gibanju. Poleg tega so drastični in krvavi načini represije, ki jih je proti njim uporabila vlada Huerte, znatno povečali število uporv, saj so se bili prebivalci prisiljeni braniti.   

### Posredovanje ZDA
9. aprila se je šest ameriških ladij zasidralo v bližini pristanišča Tampico, in takoj, ko je ena od njih pristala v pristanišču, so mehiški zvezni vojaki aretirali njeno posadko. Čeprav so Američane kmalu po tem izpustili, je ameriški kontraadmiral Mayo prosil generala Morelosa Zaragozo za zgledno kazen za tiste, ki so izvedli aretacijo in zahtevali, da se dvigne zastava Združenih držav. Vlada Huerta je poskušala doseči sporazum, vendar vse zaman, ker je predsednik Wilson že predhodno dal navodila za zasedbo pristanišča Veracruz, s čimer je preprečil Huerti, da bi prejel pošiljko streliva iz Nemčije, ki je bila prepeljana v Ipirangi. . Ameriška pehota je 21. aprila 1914 prevzela mejo na Veracruzu, nato celotno pristanišče in 22. dan še pristanišče Tampico.
Huerta je nato prekinil diplomatske odnose z Združenimi državami. Argentina, Brazilija in Čile (skupina, znana kot ABC) so ponudili, da bodo 20. maja istega leta na konferencah v Niagarskih slapovih v Kanadi delovali kot posredniki v konfliktu. 24. junija je bil končno podpisan sporazum, v katerem je navedeno, da bodo Združene države priznale vsako začasno vlado, ki izhaja iz oboroženega spopada, odškodnino ameriškim državljanom, ki jih je prizadela revolucija, in da njihova vlada ne bo zahtevala odškodnine za incident v Tampicu.

### Zmaga revolucije
Po odstopu Huerte je 15. julija prestolnico zasedla Konstitucialistična vojska. Venustiano Carranza je 20. avgusta z  Álvaro Obregónb prispel v mesto in prevzel politično in vojaško poveljstvo.  Kmalu zatem je Carranza povabil guvernerje in generale na konvencijo, na kateri naj bi se pripravil revolucionarni program. 

### Konvencija Aguacalientes
Prvi dan konvencije je potekale 1. oktobra v Mexico Cityju, predsedoval je Luis Cabrera. Brez prisotnosti delegatov Villiste ali Zapatista je Carranza na seji tretjega dne odstopil, čeprav delegati tega niso sprejeli. Dogovorjeno je bilo tudi, da je treba konvencijo preseliti v Aguascalientes z namenom, da bi pomagali Villistasu in Zapatistom, poleg dejstva, da bodo sodelovali le vojaki, in ne civilisti. Seje so se nadaljevale 10. oktobra v mestu Aguascalientes, kjer so predsedovali Antonio I. Villarreal, José Isabel Robles, Pánfilo Natera, Mateo Almanza, Marciano González, Samuel Santos in Vito Alessio Robles .  Carranza pa se konvencije ni udeležil. Namesto tega je odšel v Veracruz. 
Med sejami, ki so trajale do 13. novembra, so zapatisti zahtevali, da Carranza odstopi kot prvi vodja revolucije in da se načrt Ayala popolnoma sprejme. V pismu, ki ga je predstavil Álvaro Obregón, je Carranza trdil, da se strinja z odstopom, če se Villa in Zapata umakneta iz javnega življenja in odstopita kot voditelja svojih vojsk.  Konvencija je za začasnega predsednika imenovala Eulalija Gutiérreza . Ko je Carranza 10. novembra slišal novice ni upošteval dogovora o konvenciji in pravico do imenovanja predsednika, nato pa je naznanil, da je Gutiérrez lažen predsednik.
Vjska Carraza je zapustila prestolnico ob istem času pa so prišli zapatisti. Nekaj dni kasneje je prispela vojska VilleOba generala sta se sestala in podpisala pakt o Xochimilcu, ki je v bistvu predstavljal zavezništvo proti Carranzi.  Gutiérrez ni mogel vladat, zaradi pritiska Ville in Zapate zato je 16. januarja zapustil prestolnico in poskušal ustanoviti svojo vlado v San Luis Potosíju, po neuspelem poskusu pa je po kratkem času dokončno odstopil. Roque González Garza je bil imenovan za začasnega predsednika ki je vladal od 17. januarja do 9. junija 1915.

### Zmaga konstitucionalizma
Že od začetka leta 1915 je bilo jasno, da se bo boj za oblast nadaljeval med pripadniki Carranza, Ville in Zapate. Zadnje dve skupini sta imeli do takrat prednost, ker sta imeli večjo vojsko in sta zasedli prestolnico, v letu 1915 pa se je ravnotežje premaknilo proti strani Carranza, zahvaljujoč zmagam Alvara Obregona proti vojski Francisca Ville. 6. aprila istega leta je vojska Ville poskušale zavzeti Celayo, ki je bila pod nadzorom Obregona, ki ga je bil sposoben braniti, kar je povzročilo okoli 2000 žrtev na nasprotni strani. Teden dni kasneje se je Villa vrnil in ponovno izgubil, tokrat okoli 4000 vojakov. Ti porazi so močno oslabili vojsko Ville, ki je šla v Leon z namenom, dabi si povrnila moči. Vse skupaj so se borili štirikrat, v vseh pa je zmagal Obregón. V zadnji bitki, v vasi Santa Ana del Conde, pa so ga ranili v desno roko, zato so ga zdravniki amputirali. Carranzu je leta 1916 ponovno uspelo prevzeti nadzor nad prestolnico.

## Revolucionarna in kontrarevolucionarna dejavnost od 1916 do 1928
Carranza je vladal od leta 1917 do 1920, čeprav ni uspel popolnoma pomiriti države, ker so se nadaljevali upori Ville na severu, upori pripadnikov Zapate na jugu, pojavilo pa se je še eno revolucionarno gibanje Félixa Díaza, ki je trajal do sredine dvajsetih let, tako ot ostali upori v mestih Chiapas, Oaxaca in Michoacán.
V širšem smislu lahko gibanja proti Carrazu razdelimo v tri skupine: antikonstitucionalistični revolucionarji, podporniki Villie, Zapate, Cedille v San Luis Potosíju, Arenasa, v državi Tlaxcala, in Cal y mayora v Chiapasu; kontrarevolucionarji, med njimi so pripadniki Peláeza, ki so se nahajali na zgornji obali Mehiškega zaliva, Félixa Díaza; tretja skupina pa so Soberanistas, ki so delovali v Oaxaci in katerih glavni voditelji so bili José Ines Dávila in Guillermo Meixueiro,  

### Atentat na Zapato
Carranza je dal ubiti Zapato. Na ranču Chinameca 10. aprila. 1919, ko je Zapata prečkal prag, je deset vojakov častne garde sočasno streljalo na Zapato.  

### Načrt Agua Prieta in umor Carranze
Carranza za svojega naslednika favoriziral Ignacia Bonillasa in ga nato poskušal obtožiti za zaroto kar je povzročilo nelagodje v Plutarcu Elíasu Callesu, Obregónu in Adolfo de la Huerti. Razglasili so Načrt Agua Prieta, dokument, s katerim niso priznavali ustavna vlada in razglasili suverenost države Sonora. Ker se Carraza ni mogel ubraniti pred napadom skupine Sonora, se je odpravil v Veracruz, iz nacionalne palače je s seboj vzel stroje za tiskanje denarja in državno zakladnico. Med potovanjemje bil ubit v Tlaxcalantongu, Puebla, 21. maja 1920.

### Začasno predsedstvo Adolfa de la Huerta
Po smrti Carranze je kongres Unije  Adolfa de la Huerta junija 1920 imenoval za začasnega predsednika. V času svojega mandata je uspel prepričatiFrancisca Villa, da zapusti vojaško življenje s podpisom Sabinskega sporazuma 28. julija 1920 s katerim je dobil haciendo v Canutillu, v Chihuahui, kjer se je upokojil. Septembra je bil Álvaro Obregón izvoljen za predsednika.

### Asesinat na Francisca Villao
20. julija 1923 je Francisca Villo, in njegovi spremljevalci: polkovnik Miguel Trillo, Rafael Medrano in Claro Hurtado, njegov pomočnika, Daniel Tamayao, prestregel Jesús Salas Barraza na vhodu v Parral. Villa in njegovi spremljevalci so umrli  Edini, ki je preživel je bil Ramón Contreras, član njegove osebne straže. 

### Álvaro Obregón in Plutarco Elías Calles
Obregón je bil predsednik med letoma 1920 in 1924. Huerta je želel, da bi bil ponovno izvoljen za predsednika. Sporžilo se je gibanje Upor delahuertista, a vendar ni uspelo in 11. marca 1924 je Huerta zapustila državo, šel je v izgon v Los Angeles v Kaliforniji.
Plutarco Elías Calles je bil imenovan za predsednika za obdobje med 1924 in 1928, funkcijo je prevzel 1. decembra. V zadnjih dveh letih vladanja je notranje stanje v državi postalo kritično zaradi položaja v odnosu do katoliške cerkve, ki je privedlo do oboroženega gibanja, znanega kot Vojna cristera . Malo pred koncem njegovega mandata sta bila spremenjena člena 13 in 82, kar bi omogočilo, da Obregón ponovno kandidira za predsednika. Na volitvah, ki so potekale 1. julija 1928, je Obregón zmagal z veliko podporo, toda preden je prevzel predsedovanje, ga je v restavraciji v Mexico Cityju ubil José de León Toral, katoliški fanatik.
Leta 1929 je Calles ustanovil Nacionalno revolucionarno stranko, pozneje imenovano Stranka mehiške revolucije in končno Revolucionarno institualistično stranko, ki je državi vladala 70 let.